# Calosota halyomorphae
Calosota halyomorphae är en stekelart som först beskrevs av Jean Risbec 1951.  Calosota halyomorphae ingår i släktet Calosota och familjen hoppglanssteklar. Inga underarter finns listade.